# 43e législature de l'Assemblée fédérale suisse
La 43e législature des Chambres fédérales s'étend du 30 novembre 1987 au 24 novembre 1991. Elle correspond à la 43e législature du Conseil national, intégralement renouvelé lors des élections fédérales de 1987.